# Калашник Іван Олексійович
Калашник Іван Олексійович (19 жовтня 1919 — 6 грудня 2003) — професор, доктор ветеринарних наук, ректор (1962—1970), завідувач кафедри хірургії Харківського зооветеринарного інституту, заслужений діяч науки і техніки Української РСР.

## Біографія
Іван Олексійович народився 19 жовтня 1919 року в селищі Межиріч Лебединського району Сумської області.
Після закінчення Лебединської середньої школи у 1937 році вступив у Харківський ветеринарний інститут, який закінчив з відзнакою у 1941 році.
У 1940 році був членом КПРС.
З серпня 1941 по лютий 1946 років перебував в армії на посадах старшого ветеринарного лікаря полку, начальника дивізійного ветеринарного лазарету, начальника ветеринарної служби дивізії. У складі 31 гвардійської дивізії пройшов бойовий шлях від Москви до Кенінсбурга.
Протягом 1946—1949 років був асистентом кафедри оперативної хірургії Харківського ветеринарного інституту.
У 1949 році Іван Олексійович захистив кандидатську дисертацію на тему «Проводниковая анестезия при операциях в аноректальной области, на промежности и наружных гениталиях у собак и свиней».
У жовтні 1950 року було присвоєно вчене звання професора.
Протягом 1950—1957 років був доцентом кафедри загальної та спеціальної хірургії Харківського ветеринарного інституту.
З 1951 по 1952 роки навчався у вечірньому Університеті марксизму-ленінізму.
У 1957 році захистив докторську дисертацію на тему «Тканинна терапія у ветеринарнії хірургії».
Протягом 1957—1961 років був завідувачем кафедри загальної та спеціальної хірургії Харківського ветеринарного інституту.
2 вересня 1959 року було присвоєно вчене звання професора загальної і спеціальної хірургії Харківського ветеринарного інституту.
Протягом 1962—1970 років був ректором, завідувачем кафедри загальної та спеціальної хірургії Харківського ветеринарного інституту.
25 вересня 1990 року Указом Президії Верховної Ради УРСР за заслуги в підвищенні ефективності сільськогосподарського виробництва на основі впроводження досягнень науки та передового досвіду і активну участь в суспільному житті присвоєно почесне звання «Заслужений діяч науки і техніки Української РСР».
Протягом 1970—1994 років був завідувачем кафедри загальної і спеціальної хірургії, а після об'єднання з кафедрою оперативної хірургії у 1976 року — кафедри хірургії Харківського зооветеринарного інституту.
З 1994 по 2000 роки був професором кафедри хірургії Харківського зооветеринарного інституту.
У 2009 році рішенням Вченої ради академії кафедрі хірургії було присвоєно ім'я професора І. О. Калашника, відкрито меморіальну дошку з його зображенням.

## Відзнаки на нагороди
- орден «За заслуги» ІІІ ступеня (2001);
- орден Трудового Червоного Прапора;
- орден Вітчизняної війни 2-го ступеня;
- 3-ма медалями ВДНГ та 5-ма бойовими медалями.

## Праці
Іван Олексійович автор та співавтор 156 наукових праць, у тому числі 7 підручників та навчально-методичних посібників, 8 довідників та словників.